# Économie de la Préhistoire

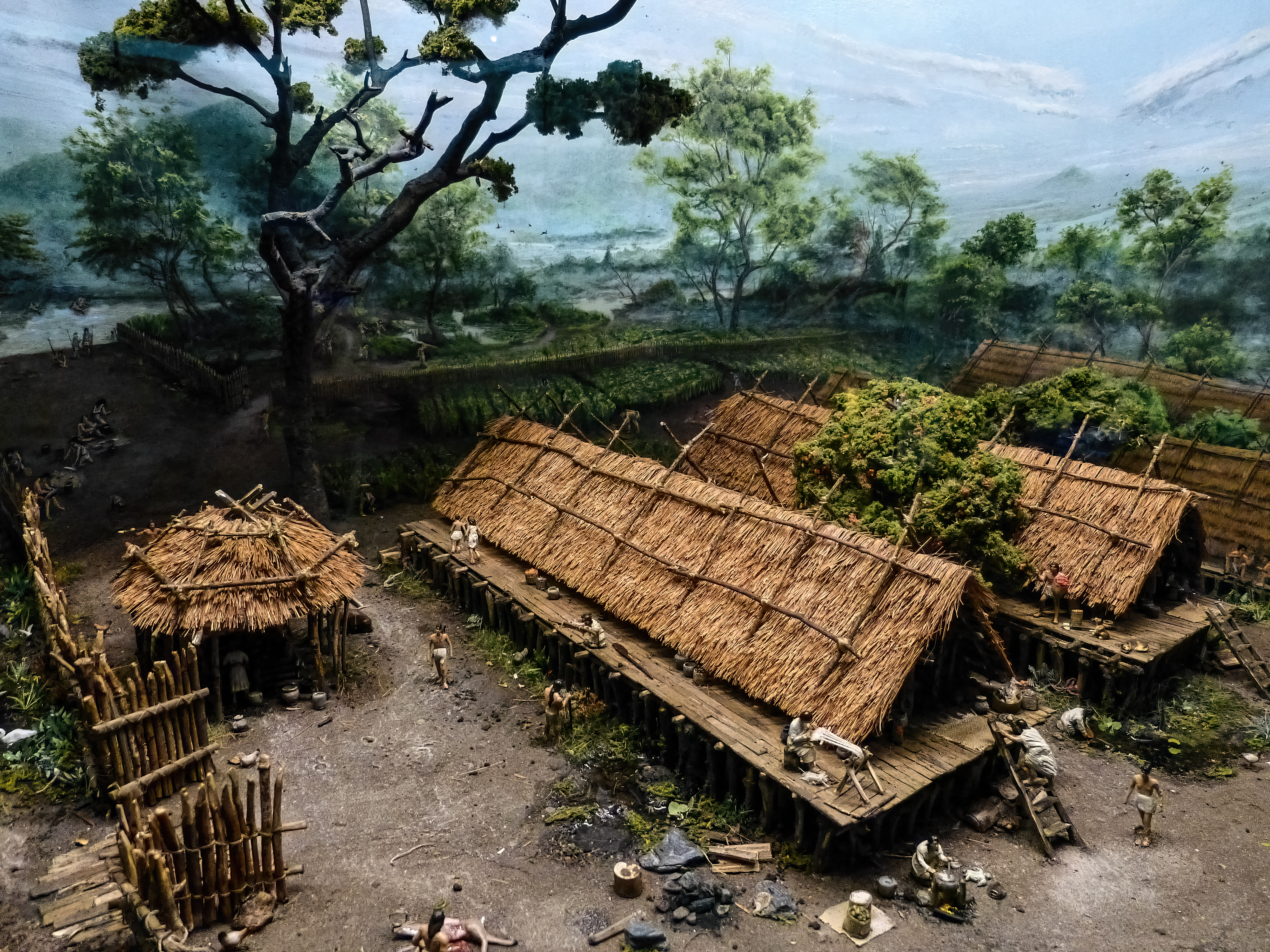
Maquette d'un hameau du Néolithique moyen (5000-3000 ANE) dans la basse vallée du fleuve Yangtsé, Chine du sud.

L'économie de la préhistoire concerne les échanges de biens et services de toute nature, dans les sociétés humaines, au paléolithique, au mésolithique et au néolithique.
On a longtemps pensé que l'économie préhistorique se limitait aux besoins de subsistance dans un contexte que l'on qualifierait à présent de grande pauvreté et de précarité. Cependant, depuis les années 1970, le préhistorien français Louis-René Nougier et, séparément, l'anthropologue et économiste américain Marshall Sahlins affirment que non seulement l'économie humaine du paléolithique et du néolithique n'est pas qu'une économie de subsistance, mais qu'elle serait déjà diversifiée et qu'elle serait la première (et, à date, la seule) économie d'abondance – où les marchés ne sont pas systémiquement conditionnés par la rareté des matériaux et de la main-d'œuvre.

## Formalisme et substantivisme
Deux écoles de pensée s'affrontent, au moins jusqu'au tournant du XXIe siècle : d'une part un formalisme anthropo-économique, basé sur des modèles préfabriqués de l'orthodoxie économique depuis le XIXe siècle ; d'autre part, des partisans académiques d'un substantivisme (souvent des anthropologues ou des historiens) qui se placent entre une vision purement formelle et la perspective culturaliste (où les différences socio-culturelles au sein des sociétés primitives sont mises en avant afin d'étudier leurs effets, plutôt que balayées ou jugées hors de propos).
Tandis que l'économie formaliste tendra à considérer les sociétés dites « primitives » comme des versions archaïques de nos sociétés modernes, une vision substantiviste considérera l'économie préhistorique comme faisant partie intégrante d'activités culturelles, de l'ordre politico-hiérarchique, ou encore des religions.
Il s'agit donc principalement d'une distinction paradigmatique, d'une divergence de point de vue adopté pour étudier et définir les activités d'ordre économique.
En 1972, Marshall Sahlins définit sa position substantiviste : « on ne remet pas en cause la définition communément reçue de l'économie en tant que relation entre des moyens et des fins ; on conteste simplement que pour les peuples chasseurs, il y ait eu à ce point inadéquation entre les deux. Mais dans les essais suivants, on abandonne définitivement cette conception individualiste de l'objet de l'économie - ce point de vue de l'entrepreneur. On en vient dès lors à concevoir l'économie non plus comme principe formel de comportement, mais comme catégorie de la culture, de l'ordre de la politique ou de la religion, plutôt que de la rationalité ou de la prévoyance : non point, donc, en tant qu'activité tendant à satisfaire les besoins de l'individu, mais en tant que procès d'existence matérielle de la société. »

## Définition
Pour définir la notion d'abondance dans les sociétés du Paléolithique, il faut considérer ces sociétés premières avec une optique différente de celle utilisée traditionnellement depuis le XIXe siècle pour étudier l'économie de marché, capitaliste et spéculative, un type d'économie très limité et spécifique aux sociétés dites «occidentales» depuis l'ère moderne.
Sans nier les contraintes naturelles qui encadrent cette économie primitive, insistons sur la grande capacité d'adaptation qui semble caractériser toutes les économies préhistoriques.
Depuis les années 1970, des études pointent l'importance de la position sociale ou, plus généralement, du rôle d'un individu préhistorique au sein de son groupe (tribu, ethnie, famille, etc.) pour comprendre la nature des échanges de biens et services depuis le paléolithique inférieur.
Par exemple, la valeur d'une œuvre d'art créée au Paléolithique peut faire l'objet de compensations diverses : de la simple estime accordée par le groupe jusqu'à la rétribution à proprement parler, en passant par le troc d'objets ou de services.
De plus, il convient de souligner que le niveau de satisfaction des besoins est intimement lié au niveau des besoins eux-mêmes : il suffit, pour remplir plus aisément des besoins, d'en abaisser le nombre. C'est cette logique qui ressort en tout cas des dernières recherches sur l'économie préhistorique ; pas tant une «proto-économie» moderne qu'une «paléo-économie», où les besoins et leurs niveaux seraient radicalement différents de ceux des économies dites modernes.

## Structure et production
Il apparaît une constante à travers les différentes sociétés premières, préhistoriques comme actuelles : la sous-production, ou en d'autres termes, une productivité n'utilisant jamais le plein potentiel de son milieu d'exploitation, d'après certains critères économiques actuels. En ce sens que ces sociétés ignorent, volontairement ou non, leurs propres potentiels productifs afin d'éviter la création de surplus et de stockages inutiles. Cela n'entre pas en contradiction avec le fait que ces mêmes sociétés peuvent connaître l'abondance : les besoins matériels sont limités et, dans la plupart des cas, ils sont amplement satisfaits alors même que l'économie (notamment le secteur productif, comme la chasse ou la pêche) fonctionne en deçà de ses capacités potentielles.
D'autre part, l'historien d'art paléolithique Emmanuel Guy suggère que, même durant le Paléolithique inférieur, une hiérarchisation sociale pourrait catégoriser certains individus au sein de certaines sociétés favorisées par le climat sur le continent européen. Noblesse et classe ouvrière pourraient ainsi déjà exister sous d'autres formes, notamment au vu de sépultures découvertes au cours des XXe et XXIe siècles. Ce point de vue signifierait qu'une minorité sociale possède et amasse un certain nombre d'objets, de pouvoirs conférés par le groupe, voire d'individus sous son contrôle, centralisant ainsi les richesses et l'économie de manière héréditaire.

### Agriculture

À partir du Néolithique, des centres économiques importants participent à la diffusion des techniques agraires, à commencer par le croissant fertile, au centre de la carte.

Ainsi, ce qui caractérise certainement le mieux l'économie humaine préhistorique (et ce qui permet sa durabilité sur plusieurs dizaines de milliers d'années) est la sous-utilisation systémique des ressources naturelles.
Concernant la production agricole, par exemple, une pratique commune au Néolithique se base sur un cycle total de quelques années où l'exploitation à proprement parler n'occupe qu'une année avant la remise en boisement d'une parcelle forestière : 
- première année : abattement des arbres à la hache, séchage naturel des troncs sur place, puis brûlis et mise en culture après quelques semaines ;
- deuxième année : possibilité — dans les zones tropicales et méditerranéennes – d'une deuxième saison de culture ;
- trois années suivantes : mise en jachère et reboisement naturel progressif (sur une dizaine d'années).

Cette technique nécessite donc une grande surface de pratique agricole, que permet une concentration encore relativement faible de l'habitat. En effet, en Europe comme dans le croissant fertile, l'habitat est généralement concentré autour de hameaux de deux ou trois maisons en terre crue (torchis) et en bois.

L'Europe au Ve millénaire avant notre ère, en plein Néolithique ;
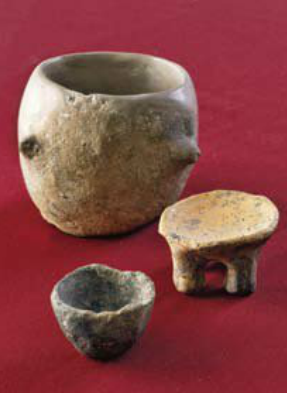
le commerce de la céramique connait un premier essor vers le VIe millénaire avant notre ère, avec la généralisation de fours villageois. Ici de la vaisselle Néolithique retrouvée à Beran Krš, Monténégro ;
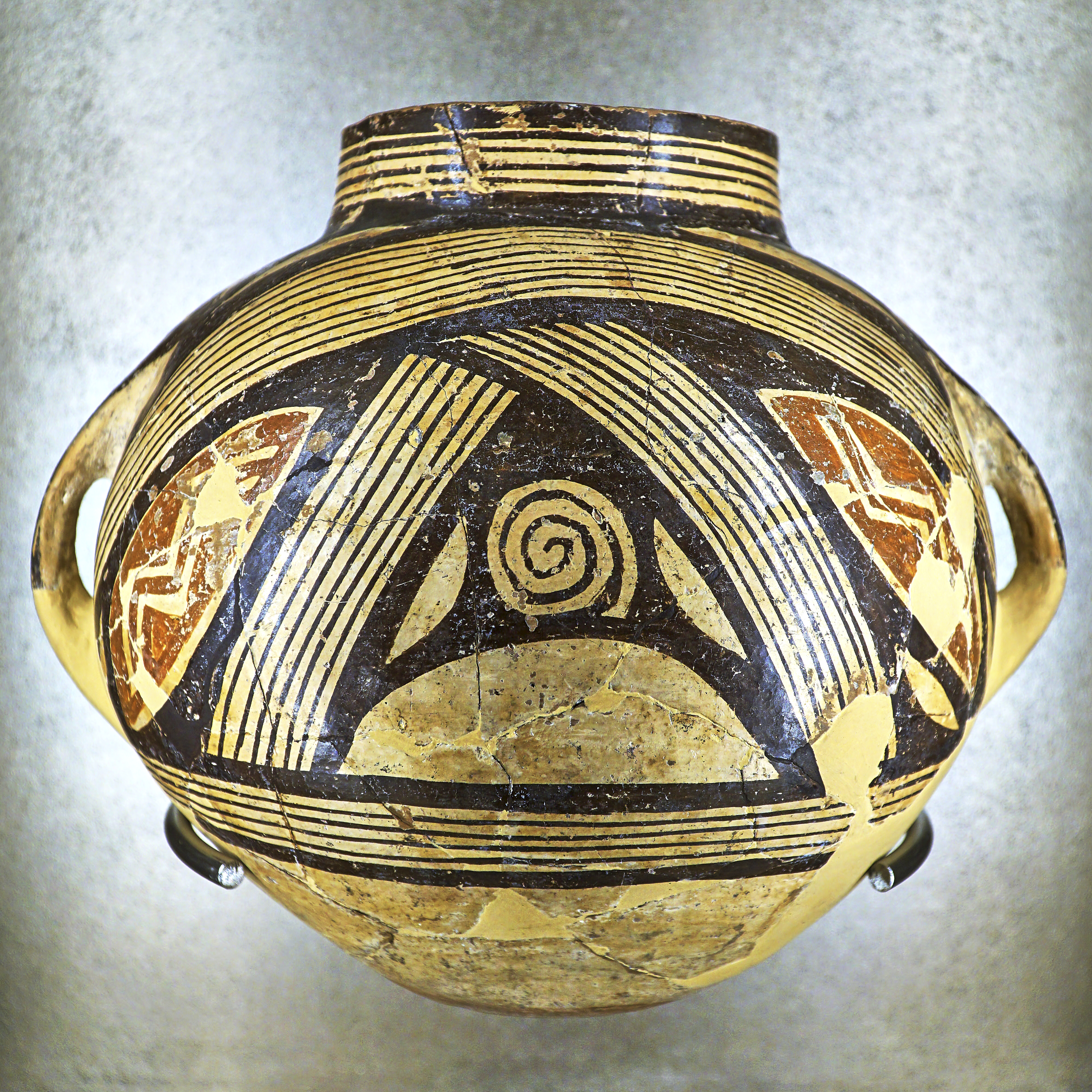
un vase en terre cuite, datant du VIe millénaire ANE, Dimini, Thessalie, Grèce. Conservé au Musée national archéologique d'Athènes ;
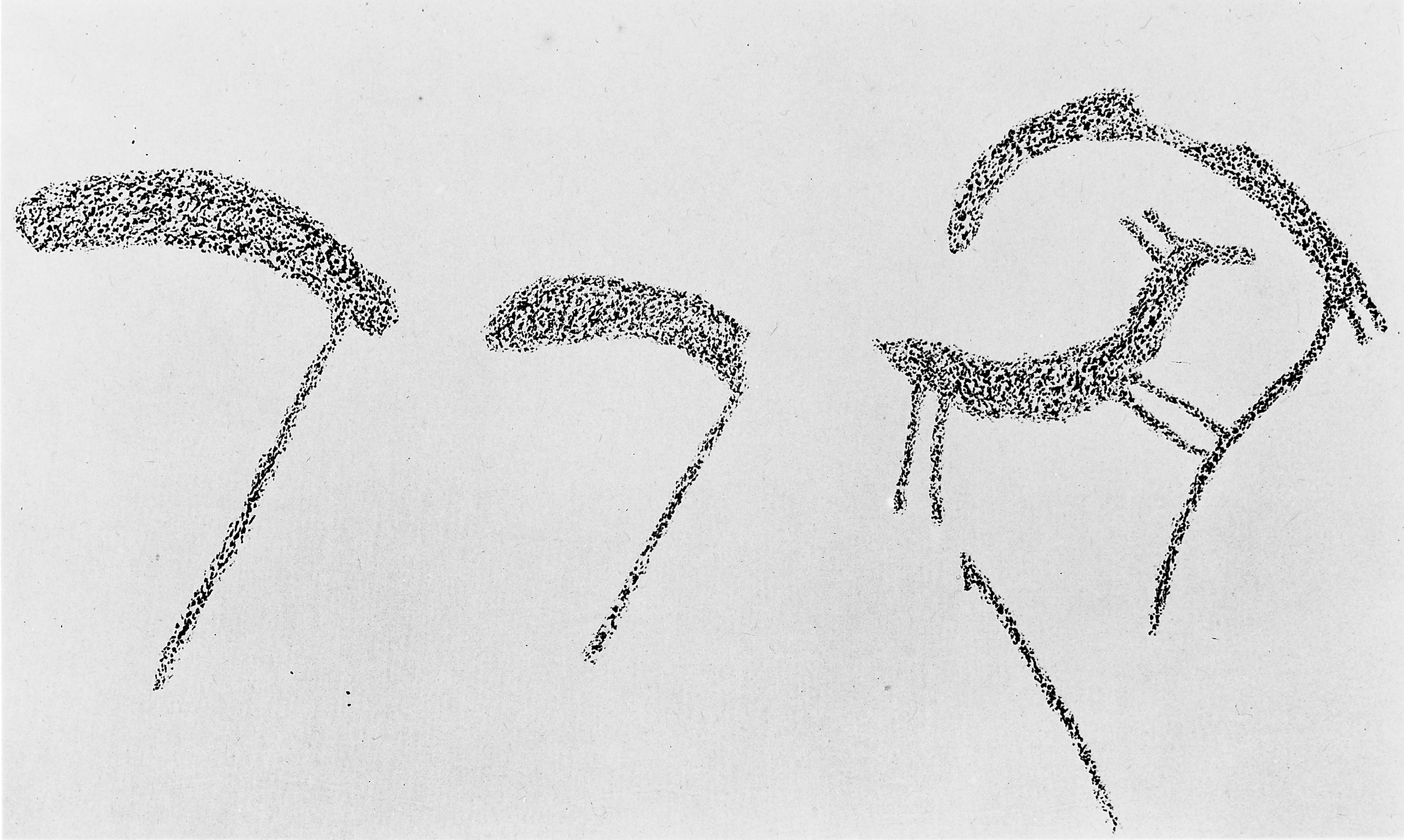
dans le sud de la Norvège, le Néolithique supérieur connaît le même engouement pour les nouvelles technologies agricoles que dans le monde méditerranéen quelques milliers d'années plus tôt. Ici des faux et un animal représenté sur une gravure rupestre à Vingen ;

### Arts et artisanats
Les Arts, toujours très présents durant toute la préhistoire, nécessitent une organisation sociale et une reconnaissance particulière du statut de l'artiste, qui passe une bonne partie de son temps à la création artistique plutôt qu'aux travaux de survie. Ainsi, Leroi-Gourhain (1976) précise que les artistes reconnus, au moins depuis le paléolithique moyen, bénéficiaient d'une position sociale bien déterminée et que leur création elle-même pouvait servir de monnaie d'échange contre des biens ou services d'une autre nature.
Au Ve millénaire ANE, la pression démographique grandissante et l'expansion des hameaux (défrichage, nouvelles installations, explorations, etc.) signifie le développement d'une industrie de l'extraction minière, en particulier pour la fabrication de haches (polies) en silex.
Un marché de la taille est attesté, notamment pour les matériaux les plus recherchés comme le silex tertiaire du Bassin parisien ou celui du Mont Ventoux, d’excellente qualité, ou encore l’obsidienne méditerranéenne, recherchée pour sa couleur et sa texture vitreuse. Ces minéraux ont probablement fait l'objet de nombreux colportages en bloc, par des artisans itinérants, qui taillaient des lames à la demande, de village en village.
L'utilisation de tissus, et la spécialisation des métiers qui leur sont liés, date du Néolithique supérieur et final où, avec l'apparition de vastes cultures céréalières, se met en place un artisanat de l'habillage jusqu'alors réservé aux tanneurs.

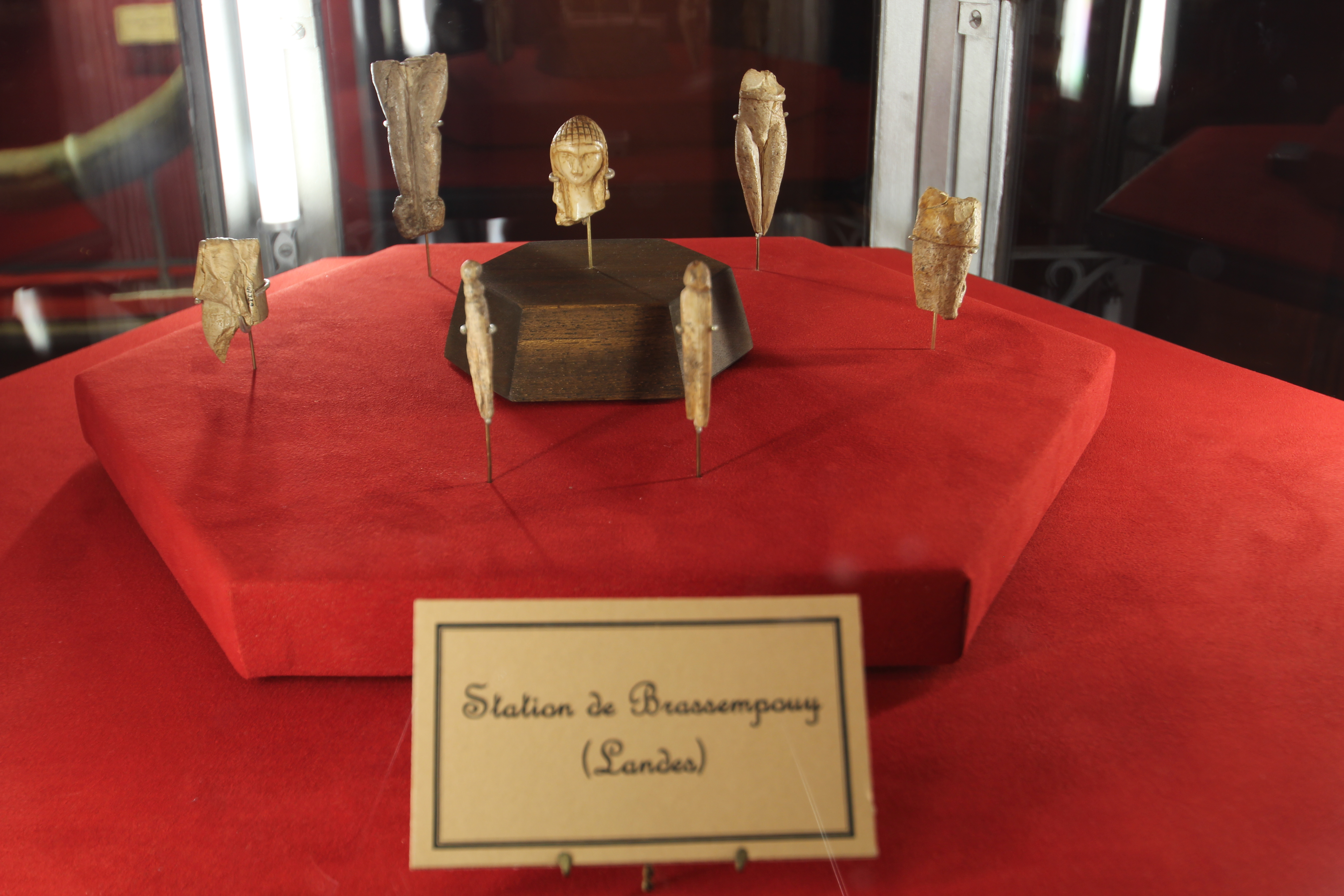
la Dame de Brassempouy et les artefacts retrouvés datés du Gravettien (-25 000 ans) sont des témoins d'une implication artistique s'apparentant à un rôle socio-culturel central pour ces créateurs/créatrices. Musée d'Archéologie nationale à Saint-Germain-en-Laye, France;
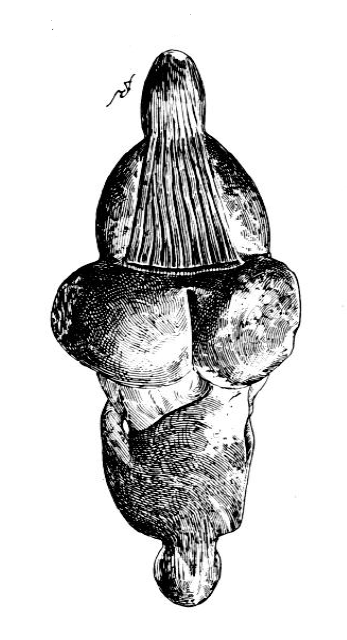
Ce dessin de la fameuse Vénus de Lespugue (Gravettien) montre une construction bi-face complexe (retournée : la chevelure devient un pagne ; les formes humaines sont aussi hautement stylisées afin de correspondre au dessein dual de l'œuvre), cette conception ne peut montrer qu'une forme de spécialisation artistique et d'économie en découlant ;
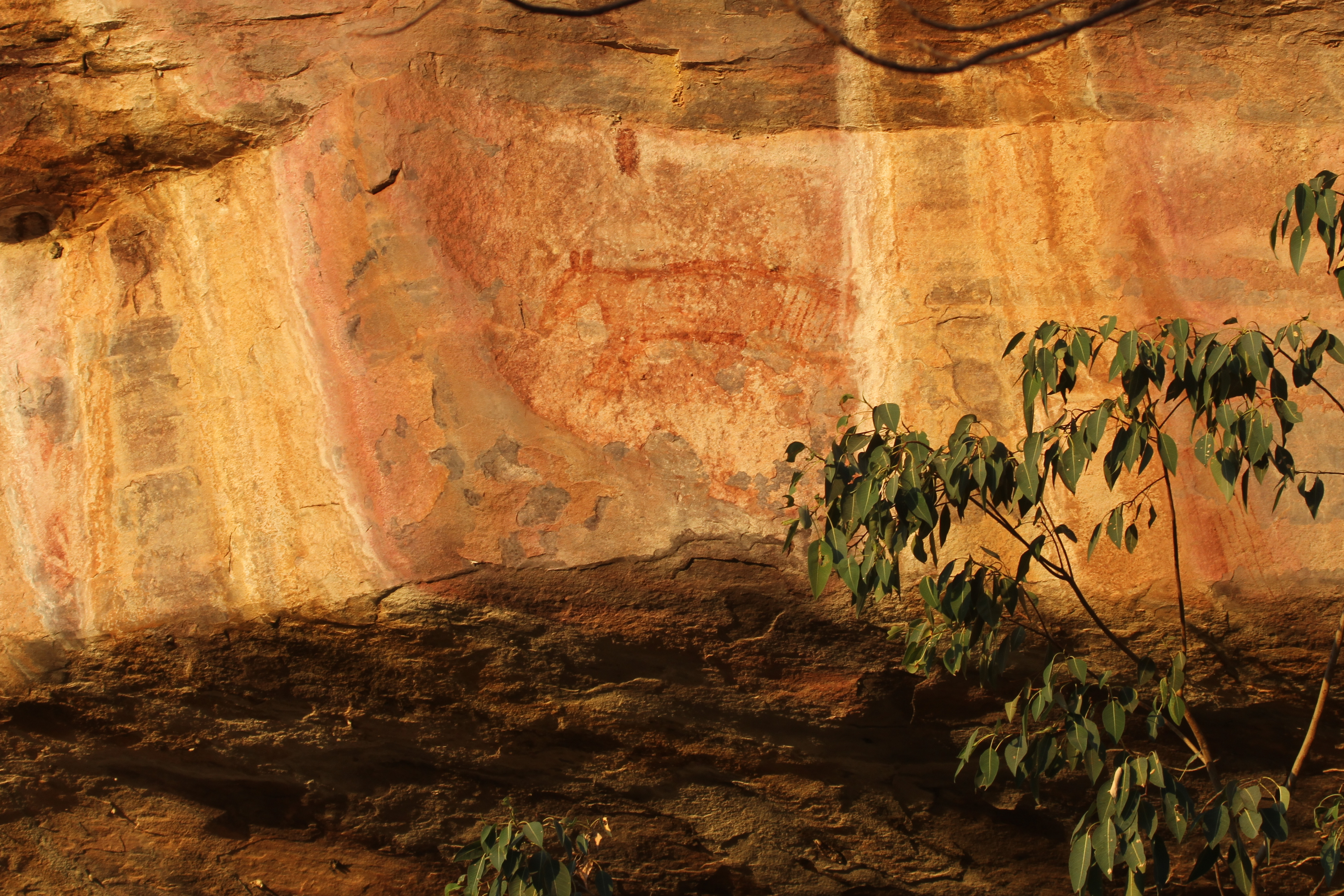
art pariétal autochtone montrant un thylacine (espèce éteinte depuis le début du XXe siècle), site d'Ubirr (en), Australie ;
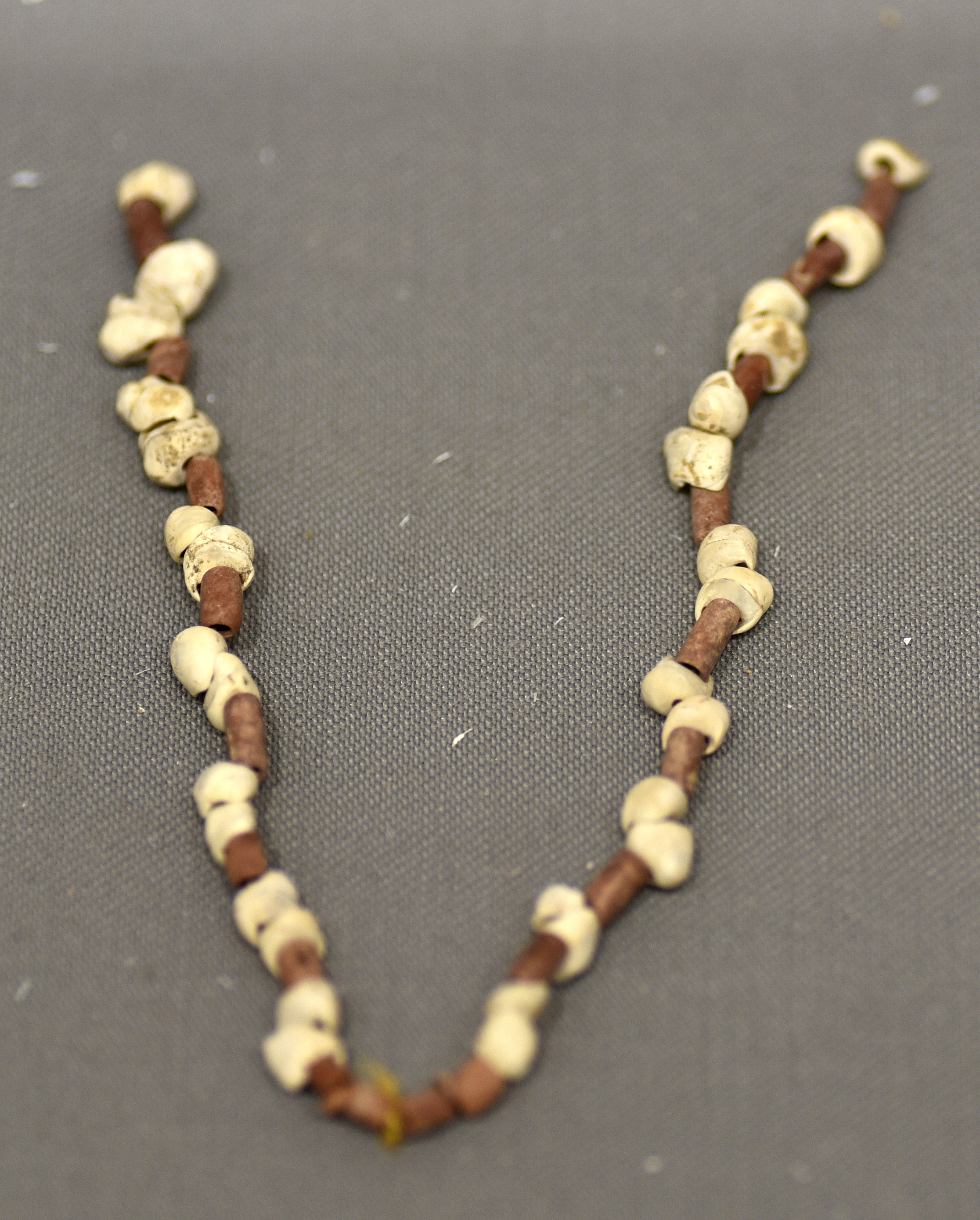
La bijouterie fait partie de l'artisanat d'art dont on retrouve communément les artefacts, notamment à partir du Néolithique supérieur. Bestansur, Irak, -9800 à -9500.

### Techniques et technologies
Les sources académiques et historiques insistent sur un bouleversement technologique au Néolithique, et plus particulièrement entre le Ve et le IIIe millénaire avant notre ère, dans le bassin Est-méditerranéen. Les inventions et les pratiques de la traction animale, de la roue, de la métallurgie et du labour datent toutes du Néolithique.

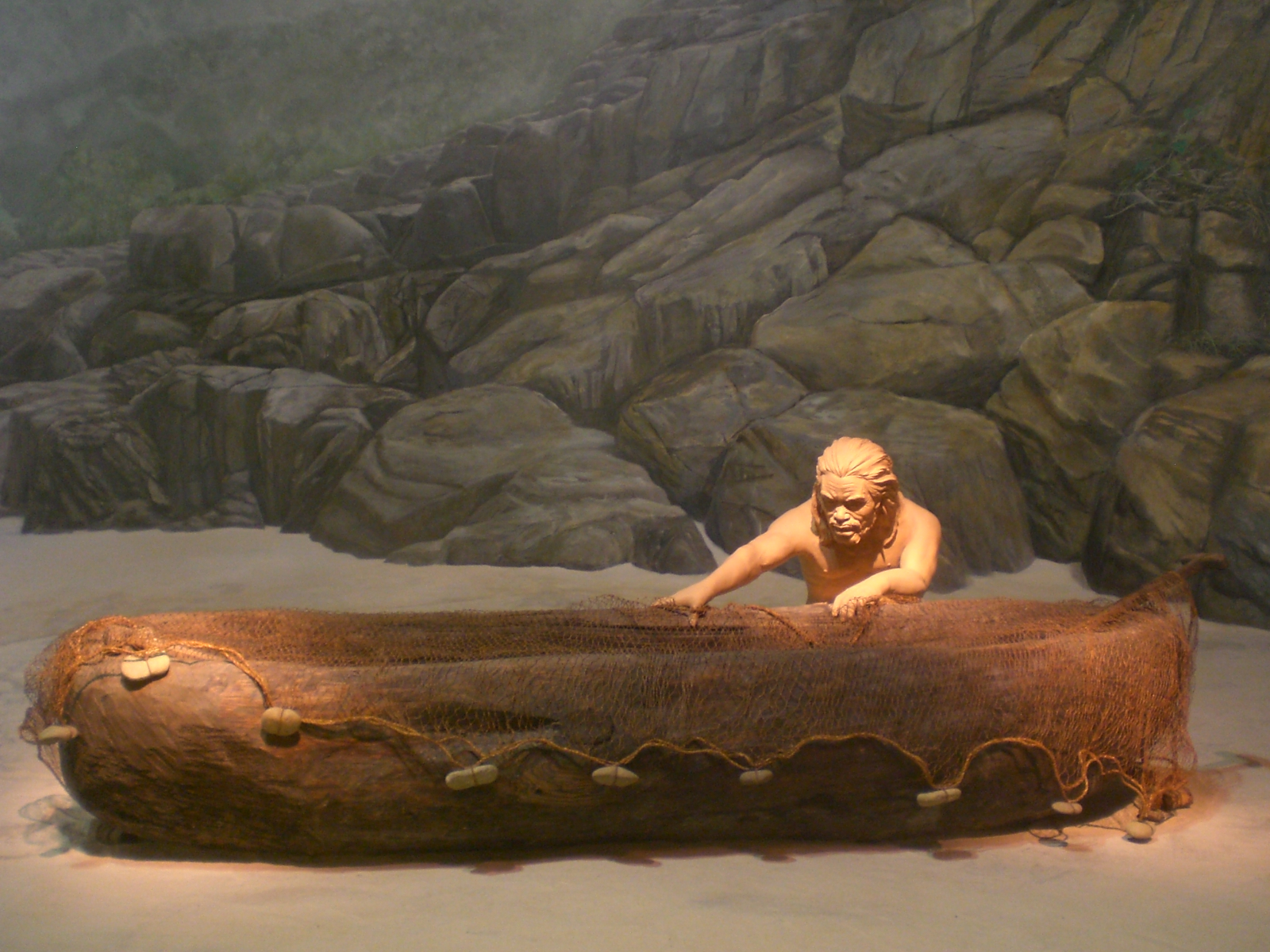
les techniques de chasse et de pêche font l'objet de spécialisations depuis le paléolithique inférieur, impliquant un secteur économique distinct (Hong Kong);
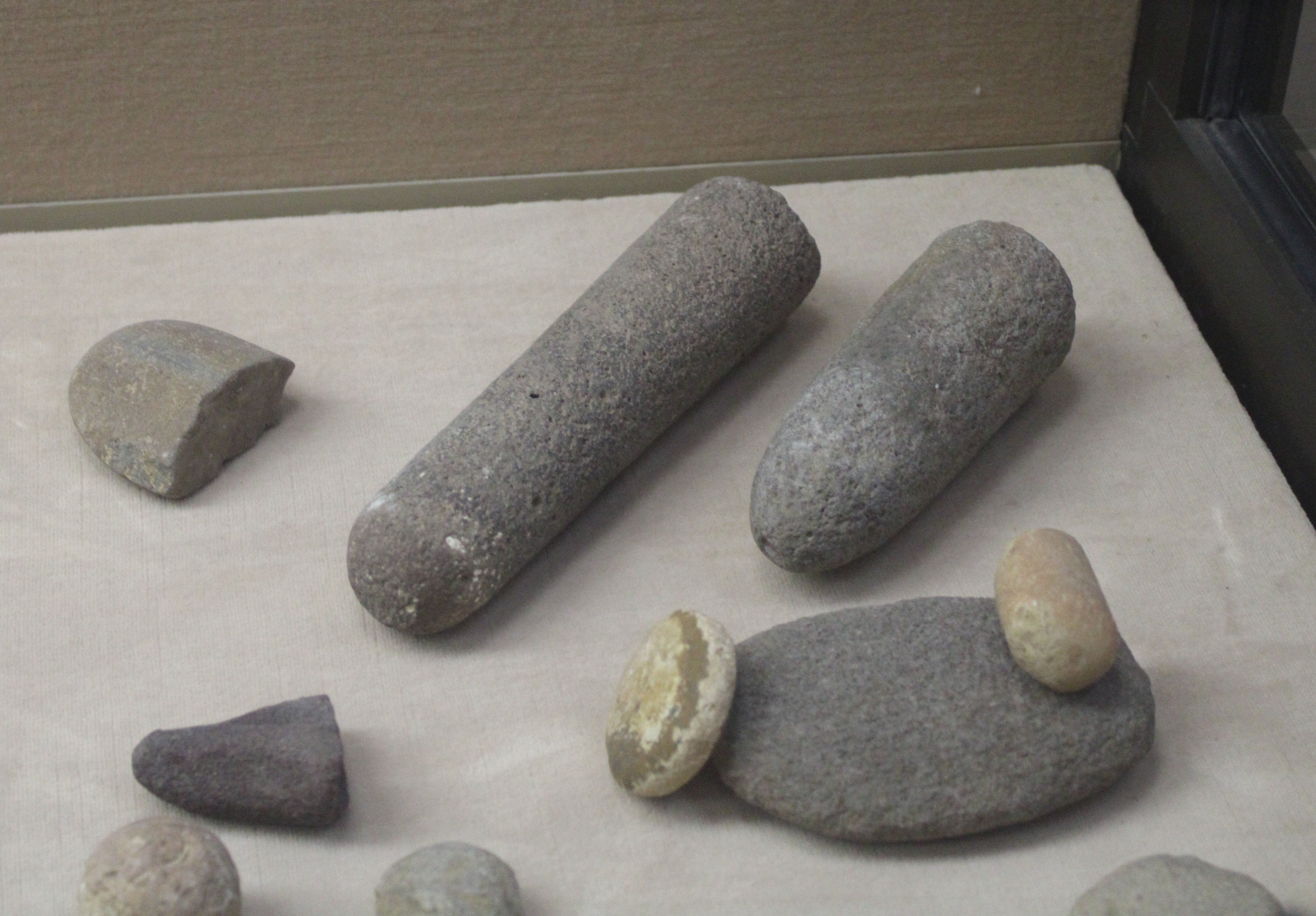
Pierres polies du site de Mugharet el Wad (Israël), datées du Natoufien inférieur, v. -14500 à -13 500 ;
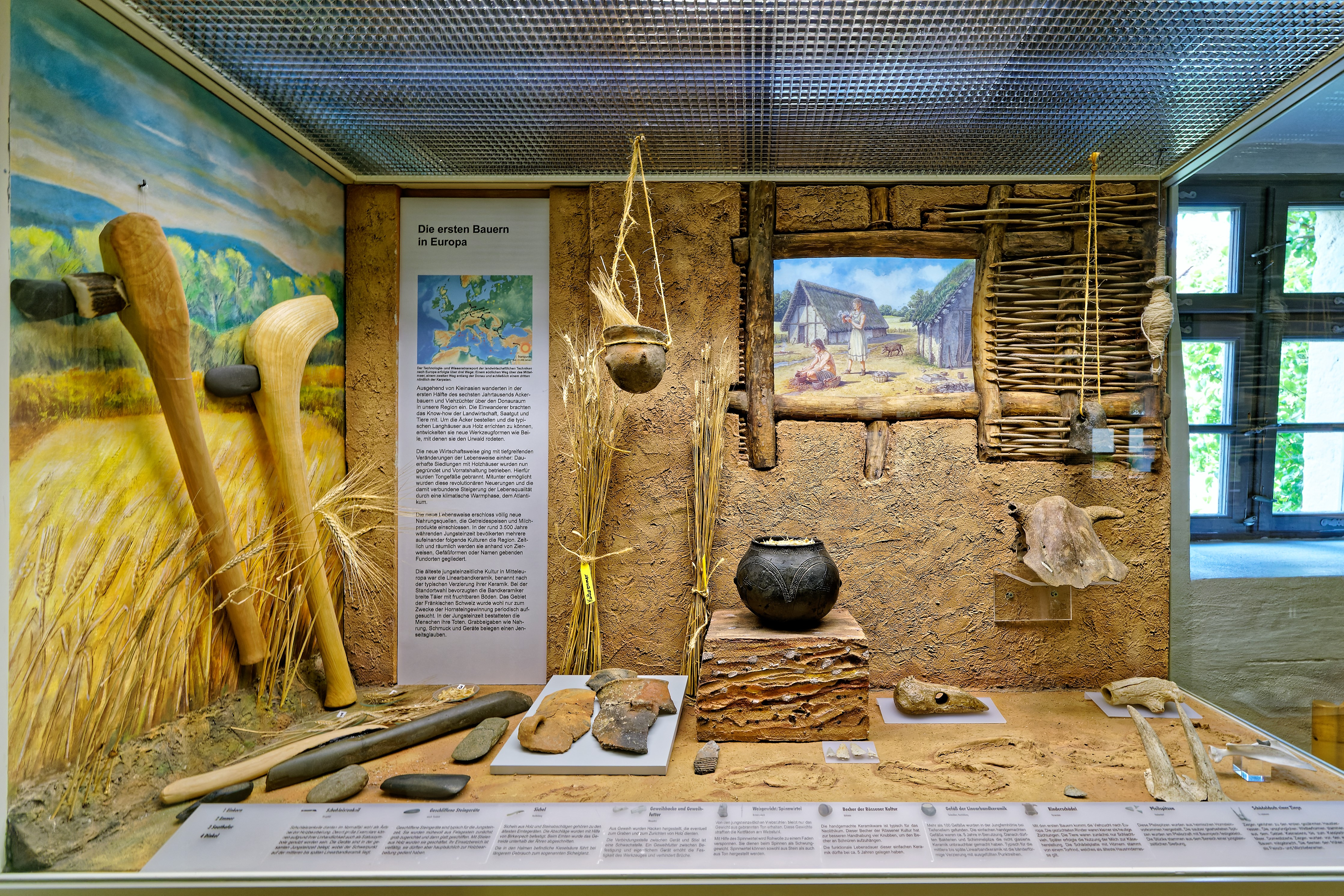
Reconstitution de quelques objets du quotidien néolithique (Musée franconien, Suisse).

## Historique

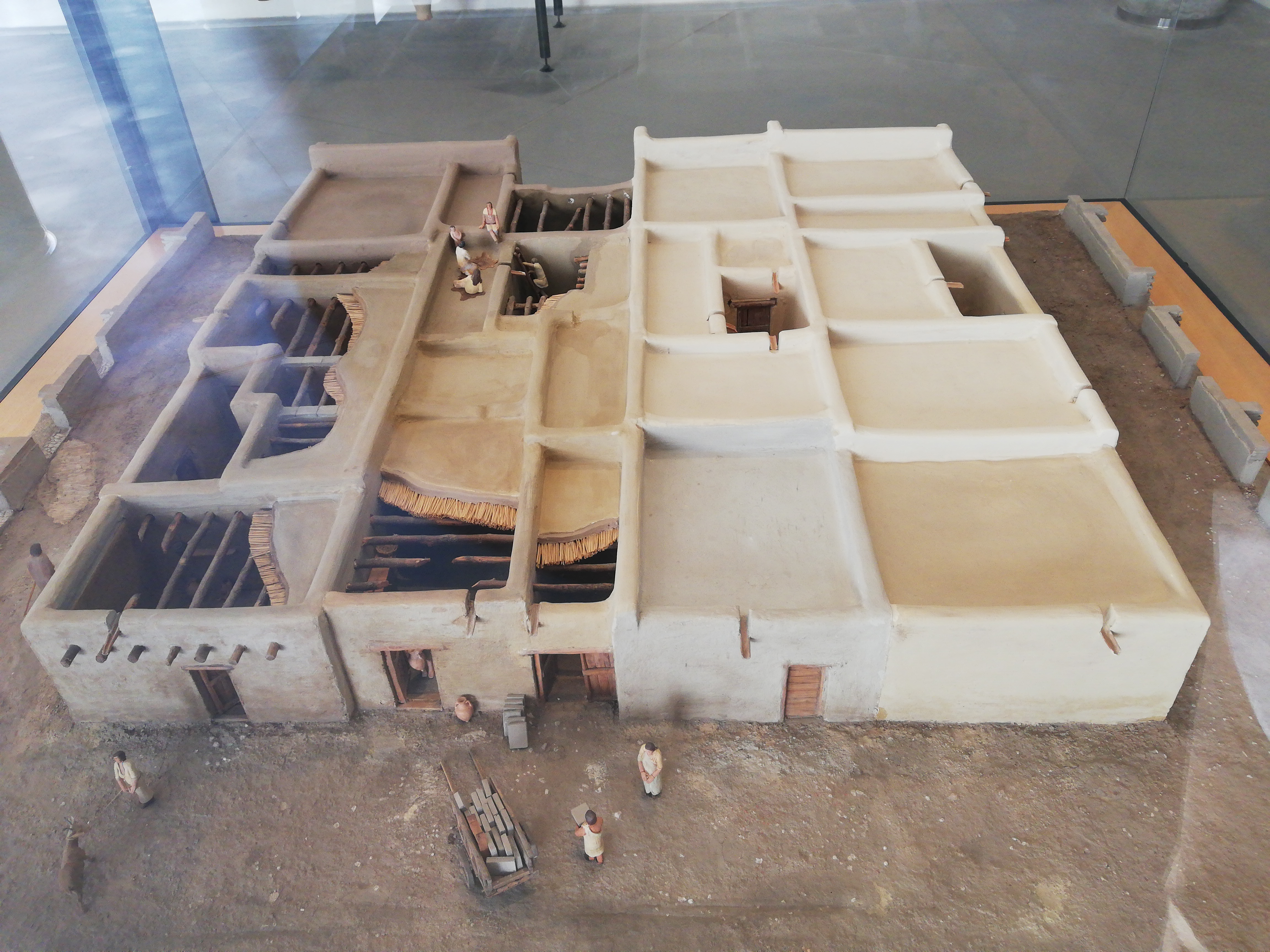
Dans le monde méditerranéen à la fin du néolithique, l'urbanisme est déjà assez développé pour que naissent des pôles économiques mercantiles, voire protocapitalistes, où l'artisanat domine. Ici une reconstitution d'un quartier protohistorique d'Arles vers le VIIe siècle avant notre ère. Musée départemental Arles antique (2022).

Parmi les premières activités susceptibles d'avoir fait l'objet de troc ou d'autres types d'échanges commerciaux, on peut citer l'industrie lithique, dont l'Oldowayen est un exemple datant de plus de 2,2 Ma.
Les fouilles menées jusqu'à présent n’autorisent pas à évoquer un « commerce » paléolithique à proprement parler, mais la circulation d’objets et de certains matériaux exogènes aux régions dans lesquelles ils ont été trouvés laisse supposer des échanges et des transmissions. Les chasseurs-cueilleurs du Paléolithique sont mobiles et suivent les gibiers au gré des saisons, notamment les grands ongulés migrateurs. Ils sont donc nomades et amenés à rencontrer d’autres groupes, qui plus est à des fréquences régulières.
Le Magdalénien, héritant des pratiques paléolithiques, fait évoluer celles-ci vers une économie de subsistance variée, de moins en moins sujette au nomadisme. De nouveaux habitats se créent et, surtout, la spécialisation artisanale (ou par métier) semble se généraliser, impliquant une division du travail plus précise qu'aux âges précédents.
L'ère Néolithique (-12 000 ans) marque un tournant économique avec l'avènement du stockage de longue durée, de la généralisation des fours, de la poterie, d'une intensification des échanges commerciaux de toutes natures et de leur portée plus longue, géographiquement parlant.
Les groupes – ou sociétés – de pêcheurs-chasseurs-cueilleurs sont généralement sédentaires ou semi-sédentaires et, au moins pour les groupes situés à des latitudes plus élevées, dépendent d'espèces et de proies récoltées «en masse» et pouvant être stockées (Prentiss et al., 2020). Des études multiples, depuis les années 1980, montrent un sens de l'anticipation, de la prévision, de la gestion des ressources chez les populations du néolithique supérieur dans l'ouest de l'Amérique du Nord. Certains rapprochent même des variations de population des thèses malthusiennes au XIXe siècle. Pour ces communautés indigènes de la région Pacifique, cela signifiait une pêche, une chasse et une cueillette intensives de ressources saisonnières comprenant une variété de poissons (en particulier le saumon anadrome), des mammifères marins, des mammifères terrestres et des ressources végétales variées. L'usage de séchoirs, de grottes fraîches et d'autres lieux de stockage est avéré au Néolithique en Amérique du Nord ; d'après toute vraisemblance, ce stockage ne devait généralement pas dépasser l'échelle d'une ou deux saisons.
Dans le nord de la Chine (Mongolie intérieure) c'est une économie dite «de subsistance large» du Néolithique inférieur qui est confirmée en 2014 par la recherche de Liu et al. De nouvelles pratiques funéraires sont également apparues à cette période à plusieurs endroits du globe, notamment bassin méditerranéen et Asie centrale – témoignant de l'importance croissante donnée à la lignée ancestrale – ainsi que de nouvelles conceptions de l'identité personnelle.
En Europe de l'Ouest, le gisement Néolithique du Taï (Gard, France, VIe millénaire - IIIe millénaire avant notre ère) révèle une spécialisation des métiers, avec notamment une explosion de la diversité des céréales cultivées et de leurs transformations.
Dolfini (2019) soutient qu'une inégalité sociale grandissante est perceptible à partir du Néolithique final et à l'âge du bronze et qu'une économie des biens de prestige se développe, notamment sous la forme de sépultures et de pratiques funéraires pour en faire de nouveaux médias de propagande culturelle. Cette société, dont il situe un épicentre en péninsule italique, utilise aussi de nouveaux matériaux et objets comme autant de nouveaux marqueurs d'identité personnelle ou familiale. On voit apparaître une individualisation de la richesse et surtout son expression publique à une échelle jamais connue auparavant.
En Europe et autour du bassin méditerranéen, quatre transformations majeures de l'économie sont à noter au Néolithique : 
- La première est une transformation progressive des paysages de peuplement, avec l'abandon général des villages anciens et l'apparition de régimes économiques et de modes de vie plus mobiles. Lié à cela, le développement d'axes de déplacement n'est pas à exclure.
- La seconde se produit en même temps que la première, c'est l'importance de l'enterrement funéraire en tant que pratique sociale, avec la création de cimetières officiels, de nouvelles structures funéraires (par exemple, les mégalithes et les tombes à chambre funéraire) et de rites mortuaires centrés sur deux principes apparemment opposés : l'éclatement et le mélange des ancêtres dans les tombes collectives ; on remarque aussi une plus grande expression de l'identité personnelle dans les sépultures individuelles.
- La troisième est l'intensification de la mobilité humaine, des échanges marchands et des interactions sociales, comme en témoignent les échanges sur de longues distances de matériaux précieux tels que la «pierre verte» des Alpes et l'obsidienne, ainsi que les mouvements de population à une échelle jamais atteinte depuis la transition Mésolithique-Néolithique (Kristiansen et al., 2017[14]).
- La quatrième est une série d'innovations technologiques, les trois plus essentielles étant : la métallurgie, l'exploitation de la force animale pour le labourage et l'invention de la roue.

De nouveaux animaux domestiques sont introduits à cette époque – l'âne en Méditerranée orientale et le cheval dans la majeure partie de l'Europe – les anciens animaux domestiques sont alors utilisés à de nouvelles fins, inaugurant ce que Sherratt (1983) appela la «révolution des produits secondaires».
En 2023, d'après les recherches à ce jour, ce développement économique du «Néolithique final» autour du bassin méditerranéen ne semble pas avoir pris les mêmes proportions dans d'autres grandes régions du monde à la même époque.